# Ethmia aurifluella
Ethmia aurifluella is een vlinder uit de familie grasmineermotten (Elachistidae). De wetenschappelijke naam is voor het eerst geldig gepubliceerd in 1810 door Hübner.
De soort komt voor in Europa.